# バハ・カリフォルニア州

バハ・カリフォルニア州
Estado Libre y Soberano de Baja California

バハ・カリフォルニア州 (Baja California) は、メキシコ北西部の州。1952年の州昇格以前は、バハ・カリフォルニア北部準州という名称であった。面積は7万113平方キロメートル（メキシコの陸地面積の3.57パーセント）で、バハ・カリフォルニア半島の北半（北緯28度線以北）と太平洋上のグアダルーペ島を管轄する。東でソノラ州とアメリカ合衆国のアリゾナ州、北でアメリカ合衆国のカリフォルニア州、南でバハ・カリフォルニア・スル州と隣接する。西は太平洋、東はカリフォルニア湾（コルテス海）に臨む。
人口は376万9020人（2020年国勢調査）で、人口稀薄なバハ・カリフォルニア・スル州より格段に多く、北隣のカリフォルニア州サンディエゴ郡やインペリアル郡とほぼ同じである。人口の75パーセント以上がメヒカリ（州都）、エンセナーダ、ティフアナ（州内の最大都市）に集中している。そのほかの主要都市としてサンフェリペ、ロザリート、テカテがある。
メキシコで12番目に大きな州で、砂浜から森林、砂漠まで多様な地形がみられる。バハ・カリフォルニア半島最高峰のピカーチョ・デル・ディアブロ山をはじめとするバハ・カリフォルニア山脈が南北に貫いており、この東西で気候は大幅に異なる。北西部は半乾燥の地中海性気候だが、標高の高い中部はそれに比べると幾分湿潤で、メキシコ有数のワインの産地であるグアダルーペ渓谷などもここにある。東部はソノラ砂漠の一部である。南部も乾燥しており、ビスカイノ砂漠が広がる。メキシコ最西端のグアダルーペ島をはじめ、太平洋上のコロナド諸島、トドス・サントス諸島、セドロス島などもバハ・カリフォルニア州に含まれる。カリフォルニア湾側ではアンヘル・デ・ラ・グアルダ島が最大の島嶼で、幅は狭いが水深の深いバジェナス海峡によってカリフォルニア半島とへだてられている。
主な産業は観光などで、特に北部のティフアナはロサンゼルスから車で約2時間、サンディエゴから車で15分程度の距離のため、平日から多くのアメリカ人観光客で賑わっている。

## 歴史
- 1976年9月30日から10月1日 - ハリケーンがバハ・カリフォルニア州を直撃。洪水などで1000人を超える死者を出した[2]。

## 治安
アメリカと国境を接していることから、メキシコに蔓延する麻薬や武器の密輸取引の温床となっており、2010年代以降は治安が悪化している。2018年7月には、何者かが公安相の自宅に手榴弾を載せたドローンを落下させる事件もあった。